# مشتق (شیمی)
مشتق یا گرفته شده در شیمی یک ترکیب شیمیایی است که از با یک واکنش شیمیایی از یک ترکیب مشابه بدست آمده باشد.
در گذشته، مشتق به معنی ترکیبی بود که می‌شد تصور کرد که از یک ترکیب دیگر بدست می‌آید، اگر یک اتم یا گروه اتم‌ها با یک اتم یا گروهی از اتم‌ها جایگزین شود. اما امروزه در زبان شیمی از عبارت آنالوگ ساختاری برای چنین مفهومی استفاده می‌شود.
در زیست‌شیمی عبارت مشتق برای ترکیب‌هایی استفاده می‌شود که دست کم از دیدگاه نظری می‌توانند از یک ترکیب پیش‌ماده بدست آیند.